# Souputníci
Souputníci (v originále Fellow Travelers) je americký osmidílný televizní seriál, který 27. června 2023 premiérově odvysílal televizní kanál Showtime. Seriál byl natočen podle stejnojmenném románu Thomase Mallona z roku 2007.

## Děj
Seriál zachycuje milostný příběh mezi válečným veteránem Hawkinsem Fullerem a mladším Timem Laughlinem odehrávající se v letech 1952–1986. Setkají se ve Washingtonu, DC v roce 1952, kde oba pracují pro tamní vládu. V období mccarthismu, které se vyznačuje rudou panikou vůči skutečným i domnělým komunistům a tažením proti homosexuálům, mohou svůj vztah prožívat pouze tajně. Hawkins se chystá zasnoubit se ženou.V roce 1986 žije ženatý Hawkins ve Washingtonu a už je dědečkem. Tim žije v San Franciscu a trpí AIDS, což v té době znamená rozsudek smrti. Přestože Tim nechce Hawka vidět, protože mu v minulosti způsobil příliš mnoho bolesti, Hawk ho jede navštívit.

## Obsazení
| Postava               | Herec              | Díl       |
| --------------------- | ------------------ | --------- |
| Hawkins „Hawk“ Fuller | Matt Bomer         | 1–8       |
| Tim „Skippy“ Laughlin | Jonathan Bailey    | 1–8       |
| Marcus Gaines         | Jelani Alladin     | 1–8       |
| senátor Smith         | Linus Roache       | 1–5       |
| Frankie Hines         | Noah J. Ricketts   | 1–8       |
| Lucy Smith/Fuller     | Allison Williams   | 1–8       |
| Joseph McCarthy       | Chris Bauer        | 1–5       |
| Roy Cohn              | Will Brill         | 1–5, 8    |
| David Schine          | Matt Visser        | 1–5       |
| Jean Kerr             | Christine Horne    | 1–5, 8    |
| Stormé DeLarverie     | Chelsea Russell    | 1–5       |
| Robert Kennedy        | Ben Sanders        | 1–2       |
| Karl Earl Mundt       | Thom Marriott      | 1–2, 4–5  |
| Scott McLeod          | Joel Keller        | 2, 4      |
| Langston Hughes       | Brian Dunstan      | 2         |
| Francesco Palmiero    | Mike Vitorovich    | 3         |
| Thruston Morton       | Robin Wilcock      | 4         |
| Henry Bridges         | David Storch       | 4         |
| John G. Adams         | Michael Rinaldi    | 4         |
| Joseph N. Welch       | John Jarvis        | 5         |
| Ray Jenkins           | Simon Reynolds     | 5         |
| Cleve Jones           | Augustus Oicle     | 7         |
| Mary Johnson          | Erin Neufer        | 1–2, 4, 8 |
| Miss Addison          | Keara Graves       | 1–2, 4, 8 |
| Kimberly Fuller       | Brittany Raymond   | 1, 7–8    |
| Leonard Smith         | Mike Taylor        | 2, 4–5    |
| Helen Smith           | Jane Moffat        | 2, 4–6    |
| Caroline Stuart       | Gabbi Kosmidis     | 2         |
| Maggie Laughlin       | Edie Inksetter     | 2–3       |
| Jerome                | Jude Wilson        | 4, 7–8    |
| Edward Price          | Paul Hopkins       | 4–5       |
| Fred Treband          | Michael Therriault | 4, 8      |
| Katherine Laughlin    | Addison Holley     | 4         |
| Dr. Fremont           | Gray Powell        | 5         |
| Stan Hogan            | Matthew John Evans | 5         |
| Jackson Fuller        | Etienne Kellici    | 6–7       |

## Seznam dílů
1. Jsi úžasný (You’re Wonderful)
2. Bulletproof (Bulletproof)
3. Uhoď mě (Hit Me)
4. Hrátky s ohněm (Your Nuts Roasting on an Open Fire)
5. Slib, že nenapíšeš (Promise You Won't Write)
6. Nadmíru (Beyond Measure)
7. Bílé noci (White Nights)
8. Ulehči si to (Make It Easy)

### Ocenění
- Critics' Choice Television Awards: nominace za nejlepší minisérii
- Satellite Award: nominace v kategoriích nejlepší minisérie, nejlepší herec (Matt Bomer) a nejlepší herec ve vedlejší roli v minisérii (Jonathan Bailey)
- Zlatý glóbus: nominace v kategoriích nejlepší seriál a nejlepší herec (Matt Bomer)